# Peau de banane
Pour les articles homonymes, voir  peau de banane.

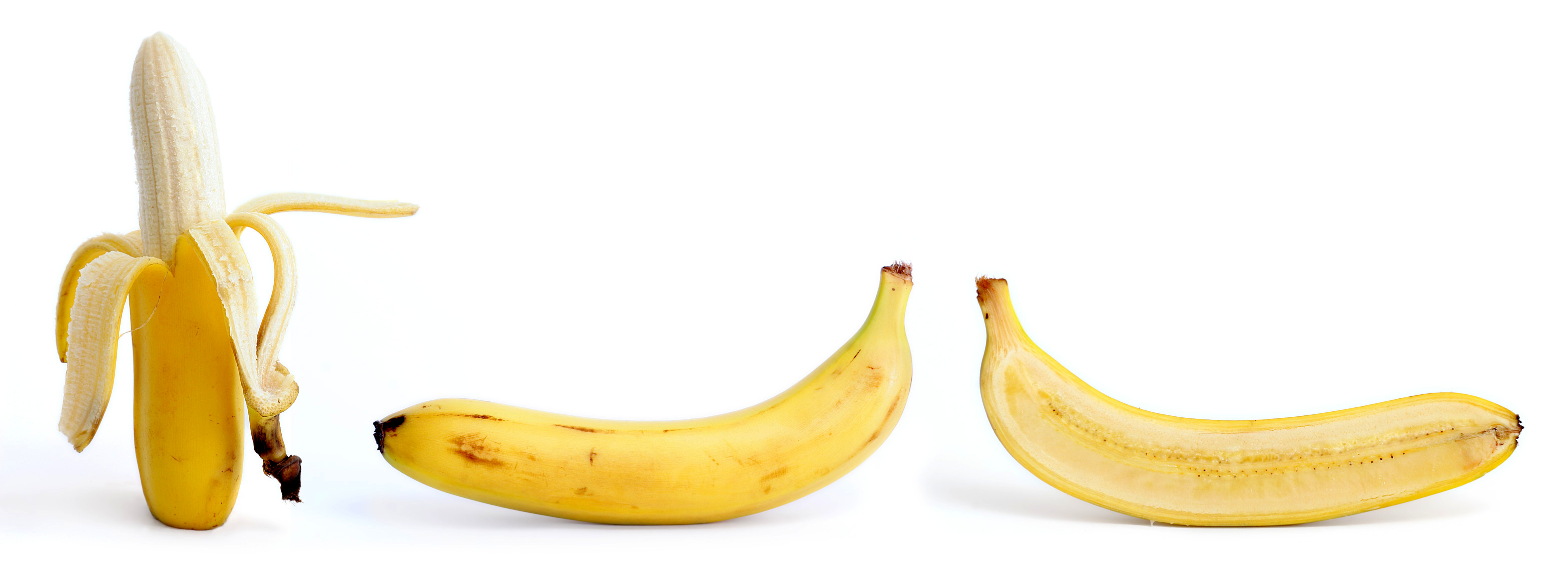
Banane partiellement pelée, non pelée et vue en coupe longitudinale.

Une peau de banane, aussi appelée pelure de banane, est l'écorce de ce fruit. Les peaux de banane ont de nombreuses applications, notamment comme produits biochimiques utilisés en nutraceutique, en biotechnologie industrielle, en alimentation animale, en bioremédiation (décontamination, purification de l'eau), mais elles sont également connues pour leur implication dans des gags et des situations cocasses.

## Structure et composition

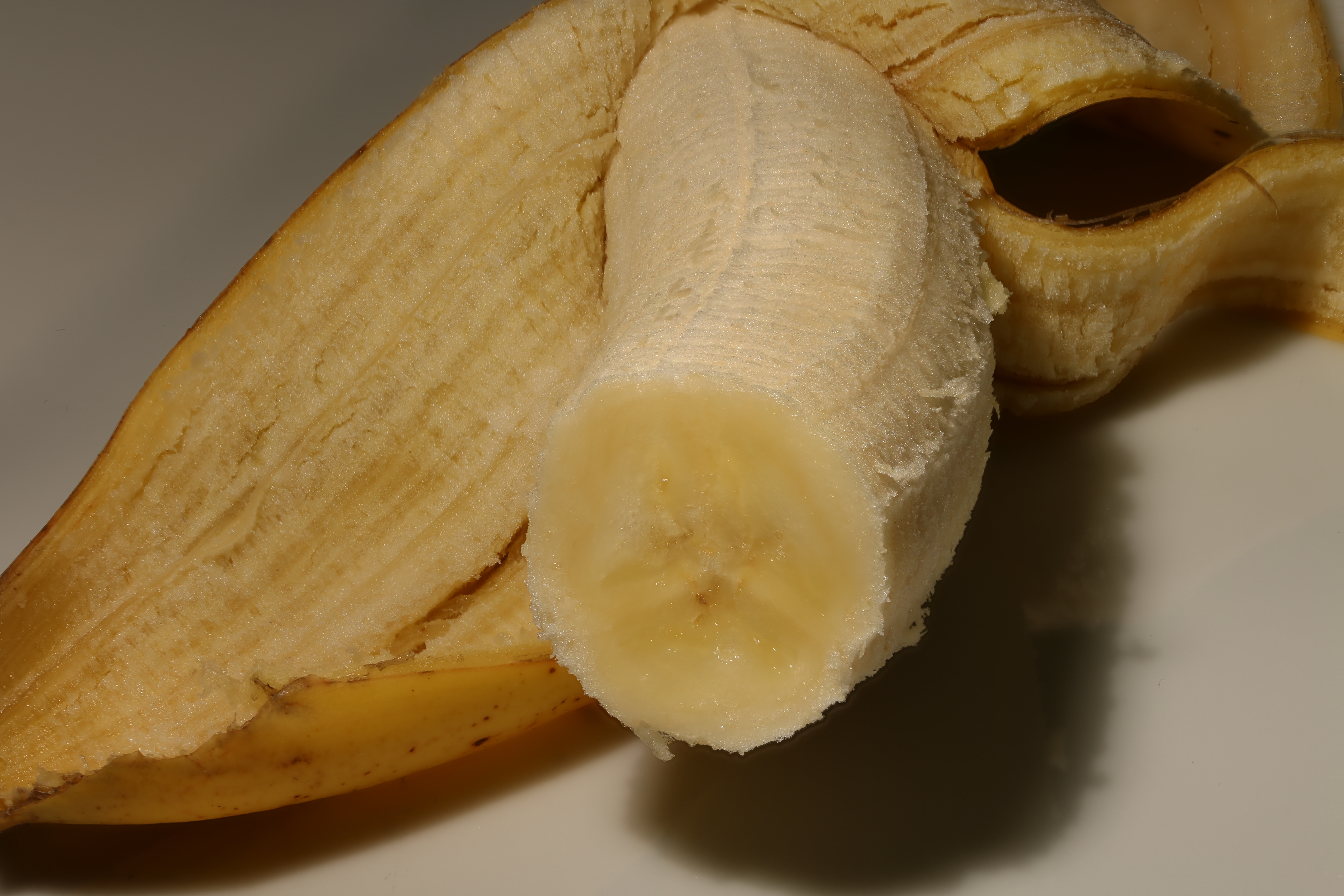
Les fibres longitudinales entourant les faisceaux cribro-vasculaires sont plus ou moins accolées à la pulpe.

Le fruit du bananier est parfois considéré comme une baie, mais, au niveau botanique, il s'agit d'un faux-fruit qui dérive d'un ovaire infère. La partie externe du fruit, la peau de banane, correspond à la soudure du conceptacle et de l'épicarpe légèrement coriace de la fleur. La peau pèse initialement cinq fois plus que la pulpe, cette dernière se développant au cours du mûrissement.
Une banane, renferme à maturité 35 à 40 % de peau, selon la variété. Cette pelure est composée de plusieurs tissus végétaux : l'épiderme externe, couche de cellules quadrangulaires recouverte d'une fine couche protectrice, la cuticule ; le parenchyme sous-épidermique constitué de cellules isodiamétriques dont l'organisation devient d'autant plus lâche que l'on se rapproche de la pulpe, avec la formation de lacunes remplies d'air (d'où le clivage facile entre la peau et la pulpe) ; les faisceaux cribro-vasculaires.
La composition chimique de la peau de nombreuses variétés de bananes et bananes plantains, à différents stades de maturité, a été étudiée afin d'explorer leurs applications potentielles. Les principaux constituants de la peau sont l'eau (en moyenne 89,45 % du poids frais), les protéines (8 à 11 %, avec une bonne qualité protéinique (en) aux stades précoces de maturité), les glucides (2,29 % dont 0,23 % d'amidon et 1,55 % de saccharose), les lipides (0,5 %).

## Brunissement de la peau

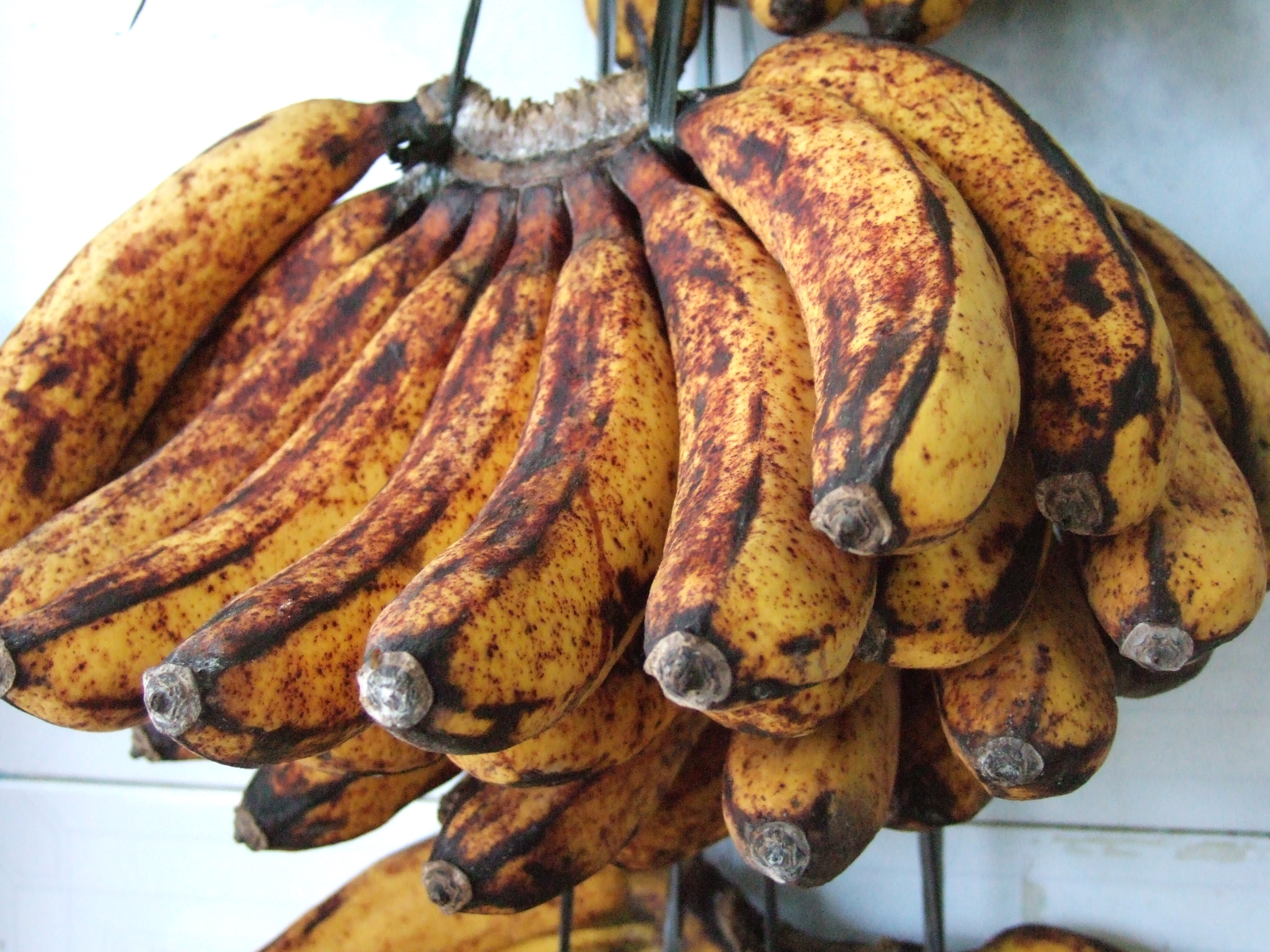
Un exemple de brunissement enzymatique sur des peaux de banane.

Le noircissement de la peau de banane est dû au brunissement enzymatique, processus chimique impliquant une enzyme (la polyphénol oxydase) qui décompose le pyrocatéchol (dopamine présente dans les cellules de la pelure de banane) et forme des mélanines et des benzoquinones, composés à l'origine de la couleur brune. Cette coloration est favorisée par le vieillissement du fruit ou sa conservation au frigidaire (le vieillissement ou le froid dégradent les membranes cellulaires de ce fruit tropical, ce qui provoque la sortie du pyrocatéchol qui réagit enzymatiquement avec l'oxygène de l'air pour former ces composés bruns et noirs).

## Utilisations et applications

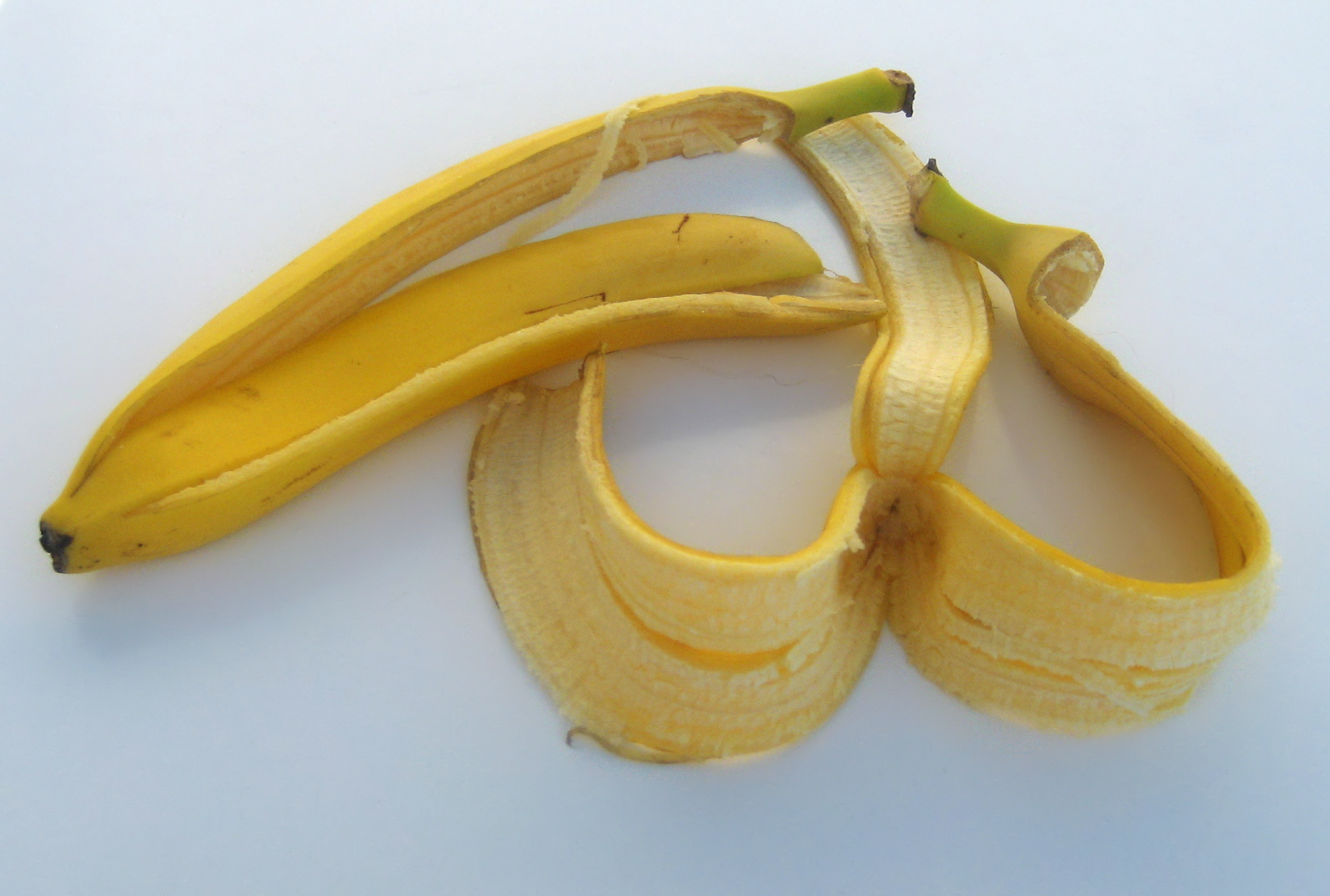
Peaux de banane jetées.

Les peaux de banane plantain contiennent jusqu'à 40 % d'amidon et peuvent être facilement digérées par les ruminants et les monogastriques. La valorisation des déchets de banane pour l'alimentation animale se traduit ainsi par l'utilisation des peaux comme matière première dans l'alimentation du bétail et des animaux de ferme (poules, cochons, lapins, bovins). Les pelures de banane qui renferment une forte proportion de tanins ont cependant des effets négatifs en réduisant la croissance et l'efficacité de cette alimentation chez ces animaux,. Les tanins peuvent en effet avoir une toxicité propre mais ils agissent généralement en interférant avec les protéines, soit celles de la pelure, ce qui diminue alors sa digestibilité, soit celles de la salive de ces animaux, soit encore leurs enzymes digestives ou les glycoprotéines membranaires au niveau de leur muqueuse intestinale qui peuvent être partiellement inhibées.
Le suc des peaux peut, pour sa substance identique au caoutchouc, avoir ce dernier usage.
Du biogaz peut être produit par la fermentation anaérobie des peaux de bananes. « Ce gaz, qui contient 65 à 70 % de méthane, peut être utilisé pour le chauffage, la cuisine ou l'éclairage. Les effluents peuvent nourrir les poissons ou les canards ».
En bioremédiation, les peaux traitées chimiquement sont employées pour éliminer les métaux lourds (chrome, manganèse) qui polluent les eaux.
La peau soulage les brûlures superficielles, atténue les points noirs (a notamment un effet limité sur le blanchissement des dents), nourrit le cuir (elle permet notamment de faire briller les chaussures) et se révèle être un bon engrais dans le potager.
Pour le jardinage, la peau de banane constitue un engrais organique assez riche en potasse.

## Humour

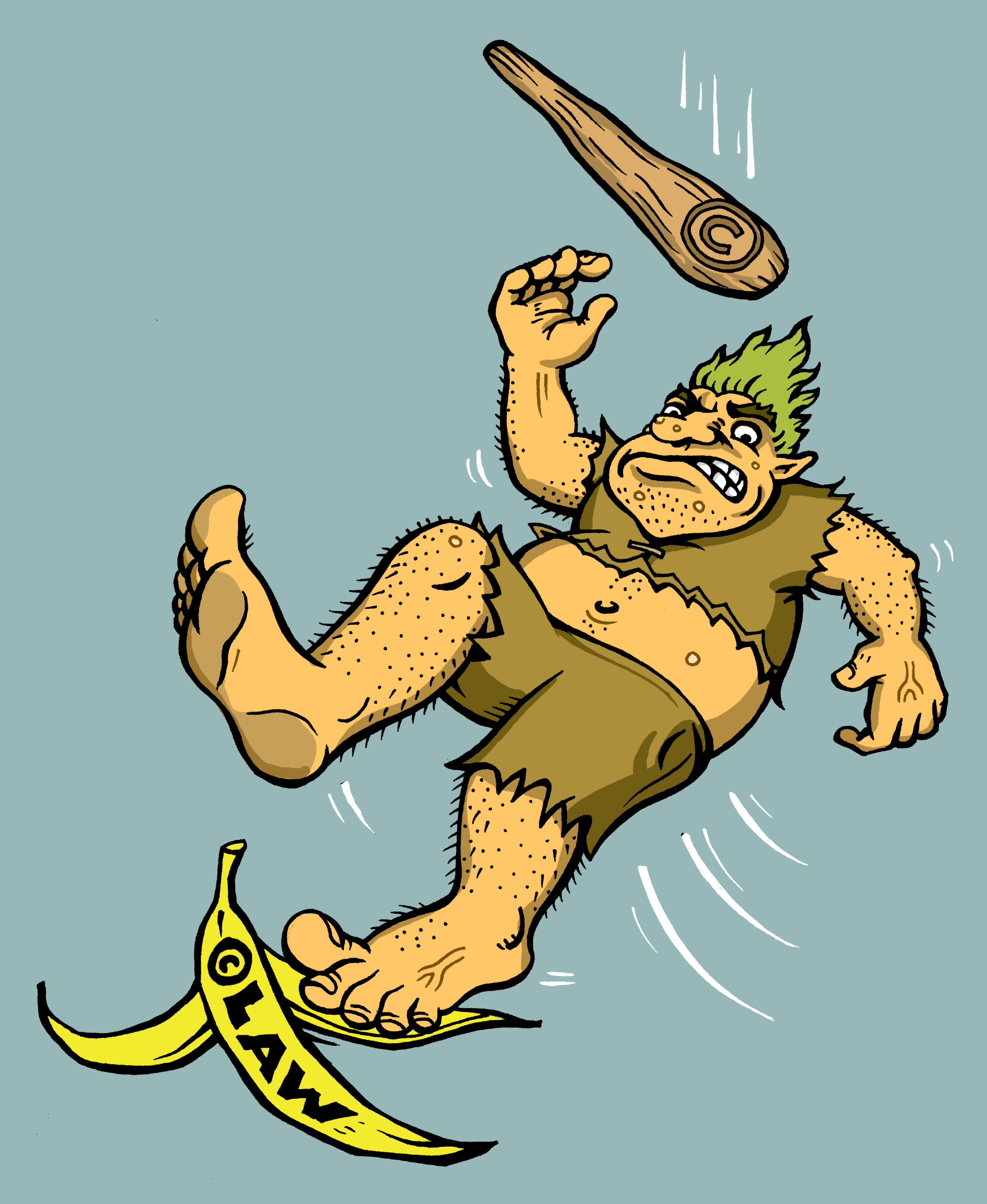
Gag de la glissade sur une peau de banane.

Le coup éculé de la glissade sur une peau de banane est un des plus vieux exemples de gag visuel du slapstick utilisé dans les comédies physiques (en), notamment celles du cinéma muet des années 1920. Ce gag a pour origine les accidents provoqués par les peaux des bananes de Panama importées aux États-Unis dans la deuxième moitié du XIXe siècle et qui s'accumulaient dans les rues des villes américaines à une époque où les services de propreté n'étaient pas encore mis en service.
L'expression « glisser sur une peau de banane » (on dit aussi « mettre une peau de banane sous les pieds, les pas de quelqu'un ») existe depuis 1920 pour désigner un procédé déloyal destiné à faire tomber quelqu'un.  
Quand on dit que quelqu'un a laissé une peau de banane dans un texte, code informatique ou une formule mathématique cela veut dire qu'une personne a volontairement laissé une erreur dans une équation, un texte ou une publication dans le but de faire réagir ou réfléchir le lecteur. D'où l'expression qui en découle: « glisser sur sa propre peau de banane », ou, en français québécois, « s'autopeluredebananiser ».
La glissade sur une peau s'explique par son effet lubrifiant. Le coefficient de frottement de la peau de banane sur une surface de linoléum a été mesuré à seulement 0,07, soit environ la moitié de celui du métal lubrifié sur le métal. Les chercheurs attribuent cette valeur aux polysaccharides contenus dans la peau, à l'origine d'un gel folliculaire au pouvoir lubrifiant élevé. Cette équipe de biotribologie, en montrant qu'une plaque avec une peau de banane était près de six fois plus glissante qu’une plaque sans (ce qui se rapproche du coefficient de frottement de skis sur de la neige) a ainsi remporté le prix Ig-Nobel 2014 pour cette étude.